# Reda Khadra
Reda Khadra, né le 4 juillet 2001 à Berlin en Allemagne, est un footballeur allemand évoluant au poste de milieu offensif au Stade de Reims.

## Biographie

### En club
Né à Berlin en Allemagne, Reda Khadra est formé par le Borussia Dortmund. Avec l'équipe U19 du club il est sacré champion d'Allemagne de la catégorie lors de la saison 2018-2019.
Après une saison 2019-2020 où il est impliqué sur 9 buts en 25 matchs avec les U19 du Borussia Dortmund, Reda Khadra est recruté par Brighton & Hove Albion le 1er octobre 2020, où il est dans un premier temps intégré à l'équipe réserve du club. Le 13 janvier 2021, il joue son premier match en professionnel avec Brighton, lors d'une rencontre de Premier League contre Manchester City. Il entre en jeu à la place de Leandro Trossard et son équipe s'incline par un but à zéro. Le 13 avril 2021 il signe un nouveau contrat avec Brighton, le liant au club jusqu'en juin 2023.
Le 31 août 2021, Khadra est prêté pour une saison à Blackburn Rovers.
Le 26 juillet 2022, Khadra est prêté par Brighton à Sheffield United pour une saison. Le 13 septembre 2022, Khadra inscrit son premier but pour Sheffield, contre Swansea City en championnat. Sorti du banc en fin de match, il permet à son équipe de s'imposer (0-1 score final),.
Le 10 janvier 2023, il est prêté à Birmingham City.
Reda Khadra rejoint le Stade de Reims le 21 juillet 2023. Il signe un contrat de quatre ans, soit jusqu'en juin 2027, avec le club champenois.

### En sélection
Reda Khadra possède des origines libanaises mais choisit de représenter son pays de naissance, l'Allemagne, en sélection.
Khadra joue son premier match avec l'équipe d'Allemagne espoirs le 23 septembre 2022, lors d'un match amical contre la France. Il entre en jeu à la place d'Ansgar Knauff et son équipe est battue par un but à zéro.

## Statistiques

### Statistiques détaillées
Le tableau ci-dessous présente les statistiques en carrière de joueur de Reda Khadra.

| Saison                | Club                    | Championnat           | Championnat | Championnat | Championnat | Coupe(s) nationale(s) | Coupe(s) nationale(s) | Coupe(s) nationale(s) | Total | Total | Total |
| Saison                | Club                    | Division              | M.          | B.          | P.d.        | M.                    | B.                    | P.d.                  | M.    | B.    | P.d.  |
| 2020-2021             | Brighton & Hove Albion  | Premier League        | 1           | 0           | 0           | -                     | -                     | -                     | 1     | 0     | 0     |
| 2021-2022             | Blackburn Rovers (prêt) | Championship          | 27          | 4           | 0           | 1                     | 1                     | -                     | 28    | 5     | 0     |
| 2022-2023             | Sheffield United (prêt) | Championship          | 15          | 1           | 0           | 1                     | 0                     | -                     | 16    | 1     | 0     |
| 2022-2023             | Birmingham City (prêt)  | Championship          | 14          | 3           | 0           | 2                     | 1                     | -                     | 16    | 4     | 0     |
| 2023-2024             | Stade de Reims          | Ligue 1               | 29          | 1           | 0           | 2                     | 0                     | 0                     | 31    | 1     | 0     |
| 2024-2025             | Stade de Reims          | Ligue 1               | 4           | 0           | 0           | -                     | -                     | -                     | 4     | 0     | 0     |
| Sous-total            | Sous-total              | Sous-total            | 33          | 1           | 0           | 2                     | 0                     | 0                     | 35    | 1     | 0     |
| Total sur la carrière | Total sur la carrière   | Total sur la carrière | 90          | 9           | 0           | 6                     | 2                     | 0                     | 96    | 11    | 0     |

## Palmarès

### En club
| Sheffield United                       |
| -------------------------------------- |
| - Championship - Vice-champion : 2023. |